# Мисон, Том
То́мас Джеймс «Том» Ми́сон (англ. Thomas James "Tom" Mison; род. 23 июля 1982, Уокинг, Суррей, Англия) — британский актёр и сценарист. Наиболее известен по роли Икабода Крейна в телесериале «Сонная Лощина».

## Ранняя жизнь
Мисон вырос в пригороде Лондона, в городе Уокинг в графстве Суррей и посещал Академию драматического искусства Веббера-Дугласа (англ. Webber-Douglas Academy), где удостоился «Премии сэра Джона Гилгада Траста» (англ. Sir John Gielgud Trust Award) в 2004 году.
В 2001 году, ещё будучи студентом, Мисон принял участие в программе Американской театральной консерватории (англ. American Conservatory Theater) для молодёжи.

## Карьера
В 2008 году Мисон и Руперт Френд написали сценарий к короткометражному фильму «Долгая и грустная сага о братьях-самоубийцах», где сами исполнили главные роли. Кира Найтли исполнила роль Феи. Премьера фильма состоялась в Лондоне в июне 2009 года.
Также Мисон пишет сценарии для театра.

## Личная жизнь
Весной 2014 года женился на Шарлотте Кой. У супругов есть сын.

## Фильмография
| Год       |     | Русское название                             | Оригинальное название                                        | Роль                           |
| --------- | --- | -------------------------------------------- | ------------------------------------------------------------ | ------------------------------ |
| 2005      | тф  | Загадка сонетов Шекспира                     | A Waste of Shame: The Mystery of Shakespeare and His Sonnets | молодой человек                |
| 2005      | тф  | Таинственный остров                          | Mysterious Island                                            | Блейк                          |
| 2006      | ф   | Шпионские страсти                            | L’Entente cordiale                                           | Нильс                          |
| 2006      | ф   | Венера                                       | Venus                                                        | любовник в историческом фильме |
| 2006      | с   | Потрясающая миссис Притчард                  | The Amazing Mrs Pritchard                                    | Бен Сиксмит / 4 эпизода        |
| 2006      | ф   | Герои и злодеи                               | Heroes and Villains                                          | Нейтан                         |
| 2007      | с   | Тайный дневник девушки по вызову             | Secret Diary of a Call Girl                                  | Дэниел / 1 эпизод              |
| 2008      | кор | Где-то рядом                                 | Out There                                                    | Жан-Люк                        |
| 2008      | с   | Ожившая книга Джейн Остин                    | Lost in Austen                                               | Чарльз Бингли / 4 эпизода      |
| 2008      | с   | Пуаро Агаты Кристи: Третья девушка           | Agatha Christie’s Poirot: Third Girl                         | Дэвид Бейкер                   |
| 2009      | с   | Льюис                                        | Inspector Lewis                                              | Дориан Крейн / 1 эпизод        |
| 2009      | кор | Долгая и грустная сага о братьях-самоубийцах | The Continuing and Lamentable Saga of the Suicide Brothers   | Барат                          |
| 2010      | с   | Новые трюки                                  | New Tricks                                                   | Тим Мортимер / 1 эпизод        |
| 2010      | кор | Стив                                         | Steve                                                        | мужчина                        |
| 2011      | ф   | Один день                                    | One Day                                                      | Каллум                         |
| 2012      | ф   | Рыба моей мечты                              | Salmon Fishing in the Yemen                                  | капитан Роберт Майерс          |
| 2012      | с   | Конец парада                                 | Parade's End                                                 | Потти Пероун / 4 эпизода       |
| 2013      | ф   | Джаду                                        | Jadoo                                                        | Марк                           |
| 2013      | ф   |                                              | Dead Cat                                                     | Тим                            |
| 2013—2017 | с   | Сонная Лощина                                | Sleepy Hollow                                                | Икабод Крейн / 62 эпизода      |
| 2015      | с   | Кости                                        | Bones                                                        | Икабод Крейн / 1 эпизод        |
| 2019      | с   | Хранители                                    | Watchman                                                     | мистер Филлипс / 8 эпизодов    |
| 2019      | с   | Четыре свадьбы и одни похороны               | Four Weddings and a Funeral                                  | Квентин / 3 эпизода            |
| 2021      | с   | Видеть                                       | See                                                          | Лорд Харлан / 8 эпизодов       |